# Mesothelae
Mesothelae (sau Liphistiomorpha) este un subordin de păianjeni. Include o singură familie existentă Liphistiidae, cu 87 de specii grupate în 5 genuri, plus două familii fosile: Arthrolycosidae și Arthromygalidae. 

## Etimologie
Denumirea provine de la cuvintele grecești μέσος (mėsos) - mijloc, jumătate și θήλη (thelo) - mamelon (referindu-se la amplasarea mediană organelor filiere).

## Descriere
Acești păianjeni sunt caracterizați prin sternul îngust de pe partea ventrală a prosomei. La aceștia lipsesc glandele veninoase. Pe opistosomă se observă segmentația, ceea ce la alți păianjeni lipsește. Astfel, se evidențiază pe parte dorsală 5 tergite și ventral 5 sternite (plăci chitinoase). Pedipalpii sunt masivi, aproape că nu se deosebesc de celelalte membre. Chelicerele sunt îndrepate în jos, ca la speciile din subordinul Mygalomorphae. Au două perechi de plămâni. Altă trăsătură distinctă constituie prezența ganglionilor nervoși în opistosomă, absenți la păianjenii din Opisthothelae. Organele filiere, în număr de 4 perechi, sunt amplasate median pe partea ventrală a opistosomie, pe segmentele 4 și 5. Lungimea corpului este de 11 - 35 mm.

## Modul de viață
Păianjenii din acest subordin își sapă vizuini în sol, camuflate cu frunze, crenguțe, cojă de copaci. De la vizuine pleacă fire de mătase de semnalizare. Intrarea în vizuină este închisă de o trapă. Sunt și specii care trăiesc în peșteri.

## Răspândire
Păianjeni din familia Liphistiidae se întâlnesc în Myanmar, Thailanda, peninsula Malaezia, Sumatra, Vietnam, provinciile de est a Chinei și Japonia.